# Skärgårdskommun
En skärgårdskommun är en kommun i Finland i skärgården eller med liknande förhållanden som har rätt till åtgärder för att bevara sin fasta befolkning.

## Lagar och förordningar
Skärgårdslagen definierar skärgården som öar i havet eller i inland utan fast förbindelse liksom områden som har likartade förhållanden. Statsrådet har fastställt vilka som räknas skärgårdskommuner och vilka andra delar som har en skärgårdsdel.
Åtgärderna enligt skärgårdslagen kan avse näringslivsstöd, transportservice, bas- och specialservice, statliga arbetsplatser samt markanvändning och miljövård. Dessutom ska det finnas en skärgårdsdelegation i anslutning till jord- och skogsburksministeriet för att följa åtgärdernas verkningar.
Man använder sig av en annan lista över skärgårdsområden för stöd till jordbruket och trädgårdsodlingen.

## Skärgårdskommuner
Enligt skärgårdslagen och dess förordning:

### Egentliga Finland
Kimitoön, Gustavs och Pargas

### Södra Savolax
Enonkoski, Puumala och Sulkava

### Österbotten
Malax

### Norra Österbotten
Karlö

## Skärgårdsdelar i andra kommuner
Följande kommuner har öar och områden med fast vägförbindelse (särskilt nämnda i författningen) som räknas som skärgård:

### Nyland
Borgå, Esbo, Helsingfors, Ingå, Kyrkslätt, Lovisa, Raseborg och Sibbo

### Egentliga Finland
Nystad, Nådendal, Salo, S:t Karins och Tövsala

### Päijänne-Tavastland
Asikkala

### Kymmenedalen
Kotka och Pyttis

### Södra Karelen
Parikkala, Ruokolax och Taipalsaari

### Södra Savolax
Hirvensalmi, Nyslott och S:t Michel

### Norra Savolax
Kuopio och Tervo

### Norra Karelen
Juga, Kides, Lieksa, Libelits och Bräkylä

### Österbotten
Korsholm, Larsmo, Närpes och Vörå

### Mellersta Finland
Joutsa, Jyväskylä, Kivijärvi och Luhanka

### Norra Österbotten
Vaala

### Satakunta
Björneborg

### Birkaland
Kuhmois